# Jaworzyna (Łódź)
Jaworzyna is een dorp in de Poolse woiwodschap Łódź. De plaats maakt deel uit van de gemeente Oporów.